# Acanthobrama marmid
Acanthobrama marmid es una especie de pez de la familia de los Cyprinidae en el orden de los Cypriniformes.

## Reproducción
Es ovíparo.

## Distribución geográfica
Se encuentran en las cuencas de los ríos Tigris y Éufrates.

## Observaciones
Es inofensivo para los humanos.